# مسابقات والیبال قهرمانی آسیا ۱۹۷۵
والیبال قهرمانی مردان آسیا ۱۹۷۵ نخستین دوره از قهرمانی آسیا می‌باشد که از ۱۷ تا ۲۸ اوت ۱۹۷۵ در ملبورن، استرالیا برگزار گردید.

## نتایج
|      |           |          | مسابقات | مسابقات | ست‌ها | ست‌ها | ست‌ها   | امتیازها | امتیازها | امتیازها |
| رتبه | تیم       | امتیازها | برد     | باخت    | برد  | باخت | نسبت   | برد      | باخت     | نسبت     |
| ---- | --------- | -------- | ------- | ------- | ---- | ---- | ------ | -------- | -------- | -------- |
|      | ژاپن      | ۱۲       | ۶       | ۰       | ۱۸   | ۱    | ۱۸٫۰۰۰ |          |          |          |
|      | کرهٔ جنوبی | ۱۱       | ۵       | ۱       | ۱۶   | ۵    | ۳٫۲۰۰  |          |          |          |
|      | چین       | ۱۰       | ۴       | ۲       | ۱۴   | ۶    | ۲٫۳۳۳  |          |          |          |
| ۴    | استرالیا  | ۹        | ۳       | ۳       | ۹    | ۱۱   | ۰٫۸۱۸  |          |          |          |
| ۵    | فیلیپین   | ۸        | ۲       | ۴       | ۸    | ۱۲   | ۰٫۶۶۷  |          |          |          |
| ۶    | اندونزی   | ۷        | ۱       | ۵       | ۳    | ۱۶   | ۰٫۱۸۸  |          |          |          |
| ۷    | نیوزیلند  | ۶        | ۰       | ۶       | ۱    | ۱۸   | ۰٫۰۵۶  |          |          |          |

| تاریخ  |           | نتیجه |           | ست ۱  | ست ۲  | ست ۳  | ست ۴  | ست ۵ | مجموع |
| ------ | --------- | ----- | --------- | ----- | ----- | ----- | ----- | ---- | ----- |
| ۱۷ اوت | فیلیپین   | ۲–۳   | استرالیا  |       |       |       |       |      |       |
| ۱۸ اوت | نیوزیلند  | ۰–۳   | ژاپن      | ۱–۱۵  | ۵–۱۵  | ۱–۱۵  |       |      | ۷–۴۵  |
| ۲۰ اوت | کرهٔ جنوبی | ۳–۰   | فیلیپین   | ۱۵–۴  | ۱۵–۴  | ۱۵–۰  |       |      | ۴۵–۸  |
| ۲۰ اوت | ژاپن      | ۳–۰   | اندونزی   | ۱۵–۲  | ۱۵–۶  | ۱۵–۵  |       |      | ۴۵–۱۳ |
| ۲۱ اوت | اندونزی   | ۰–۳   | کرهٔ جنوبی | ۴–۱۵  | ۴–۱۵  | ۲–۱۵  |       |      | ۱۰–۴۵ |
| ۲۱ اوت | فیلیپین   | ۰–۳   | چین       | ۱۱–۱۵ | ۹–۱۵  | ۶–۱۵  |       |      | ۲۶–۴۵ |
| ۲۱ اوت | استرالیا  | ۰–۳   | ژاپن      | ۳–۱۵  | ۵–۱۵  | ۵–۱۵  |       |      | ۱۳–۴۵ |
| ۲۳ اوت | کرهٔ جنوبی | ۳–۰   | استرالیا  | ۱۵–۵  | ۱۵–۳  | ۱۵–۵  |       |      | ۴۵–۱۳ |
| ۲۳ اوت | ژاپن      | ۳–۰   | چین       | ۱۵–۴  | ۱۵–۶  | ۱۵–۹  |       |      | ۴۵–۱۹ |
| ۲۴ اوت | چین       | ۳–۰   | استرالیا  | ۱۵–۴  | ۱۵–۴  | ۱۵–۵  |       |      | ۴۵–۱۳ |
| ۲۴ اوت | ژاپن      | ۳–۰   | فیلیپین   | ۱۵–۳  | ۱۵–۵  | ۱۵–۳  |       |      | ۴۵–۱۱ |
| ۲۵ اوت | چین       | ۳–۰   | نیوزیلند  | ۱۵–۸  | ۱۵–۵  | ۱۵–۸  |       |      | ۴۵–۲۱ |
| ۲۶ اوت | اندونزی   | ۳–۱   | نیوزیلند  | ۱۵–۱۲ | ۱۵–۱۷ | ۱۵–۱۰ | ۱۵–۸  |      | ۶۰–۴۷ |
| ۲۷ اوت | کرهٔ جنوبی | ۳–۲   | چین       | ۱۵–۱۱ | ۱۵–۷  | ۱۳–۱۵ | ۱۰–۱۵ | ۱۵–۹ | ۶۸–۵۷ |
| ۲۸ اوت | ژاپن      | ۳–۱   | کرهٔ جنوبی | ۱۶–۱۴ | ۱۵–۱۳ | ۱۲–۱۵ | ۱۵–۶  |      | ۵۸–۴۸ |

## جدول نهایی
| رتبه | تیم       |
| ---- | --------- |
| 1    | ژاپن      |
| 2    | کرهٔ جنوبی |
| 3    | چین       |
| ۴    | استرالیا  |
| ۵    | فیلیپین   |
| ۶    | اندونزی   |
| ۷    | نیوزیلند  |

|  | راه‌یافته به المپیک تابستانی ۱۹۷۶ |

| قهرمان آسیا ۱۹۷۵      |
| --------------------- |
| · ژاپن · نخستین عنوان |